# Andrena benefica
Andrena benefica är en biart som beskrevs av Hirashima 1962. Andrena benefica ingår i släktet sandbin, och familjen grävbin. Inga underarter finns listade i Catalogue of Life.